# Attacus
Attacus är ett släkte av fjärilar. Attacus ingår i familjen påfågelsspinnare.

## Bildgalleri

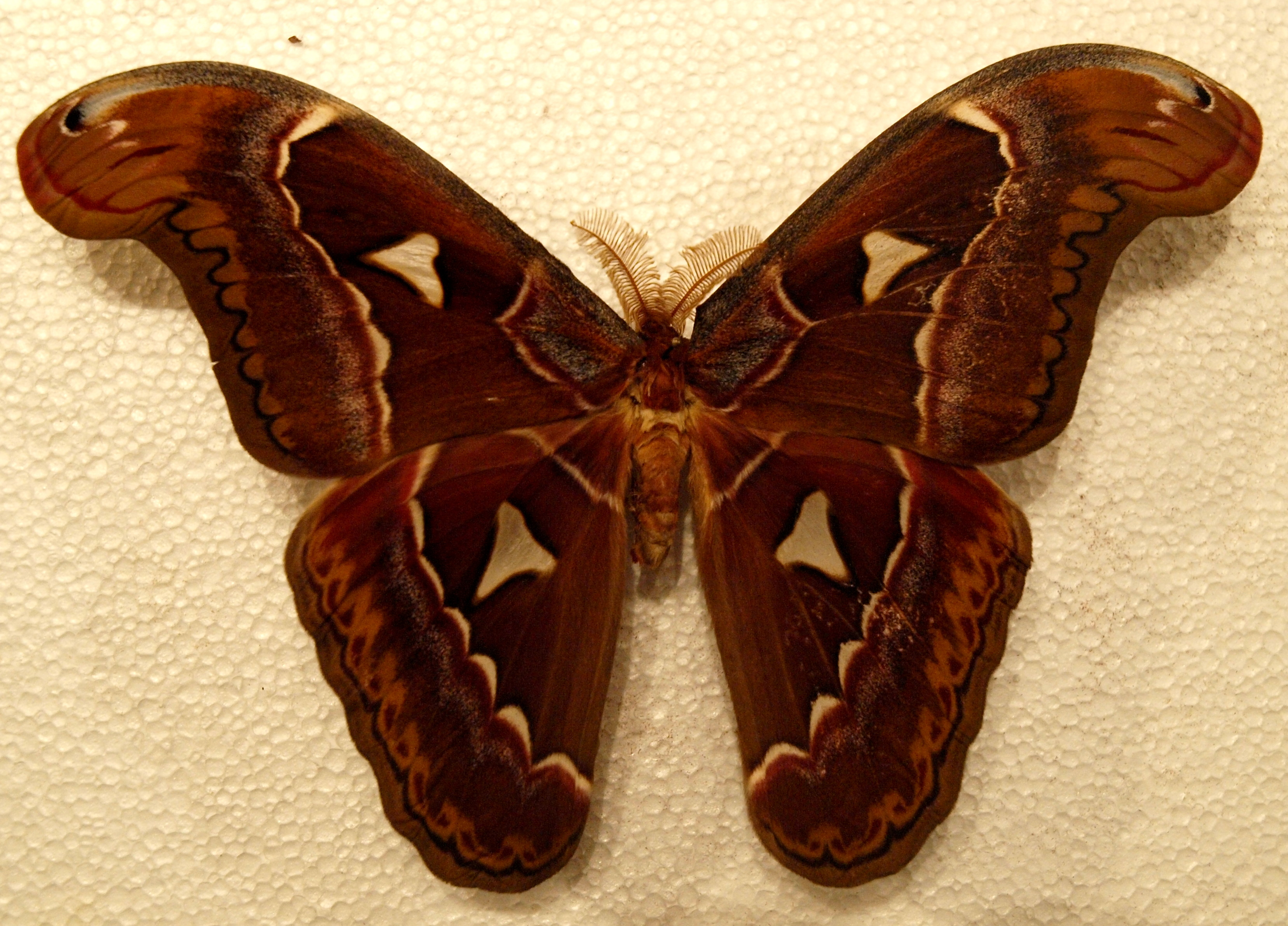

## Dottertaxa tillAttacus, i alfabetisk ordning[1]
- Attacus aruensis
- Attacus atlantis
- Attacus atlas
- Attacus auranticus
- Attacus baliensis
- Attacus banghaasi
- Attacus bifenestratus
- Attacus burmaensis
- Attacus burmana
- Attacus caesar
- Attacus chinensis
- Attacus crameri
- Attacus dammermani
- Attacus dohertyi
- Attacus erebus
- Attacus ethra
- Attacus gladiator
- Attacus imperator
- Attacus imperialis
- Attacus incerta
- Attacus inopinatus
- Attacus intermedius
- Attacus javanensis
- Attacus lemairei
- Attacus lorquinii
- Attacus mannus
- Attacus mcmulleni
- Attacus mysorensis
- Attacus opaca
- Attacus pallida
- Attacus paraliae
- Attacus philippina
- Attacus roseus
- Attacus rotundus
- Attacus rügeri
- Attacus silhetica
- Attacus simalurana
- Attacus similis
- Attacus simplex
- Attacus soembanus
- Attacus strandi
- Attacus sumatranus
- Attacus talas
- Attacus taprobanis
- Attacus tonkiensis
- Attacus trifenestratus
- Attacus trumphator
- Attacus wardi
- Attacus varia
- Attacus vitrea